# Sacha Wainwright
Sacha Wainwright (6 de fevereiro de 1972) é uma ex-futebolista profissional australiana que atuava como defensora.

## Carreira
Sacha Wainwright representou a Seleção Australiana de Futebol Feminino, nas Olimpíadas de 2000 e 2004. 